# Poschinger Weiher
Der Poschinger Weiher, auch Unterföhringer See, befindet sich in den nördlichen Isarauen und ist Bestandteil des Landschaftsschutzgebiets Isartal.
Er hat eine Wasserfläche von 5,5 Hektar und ist bis zu 2,5 Meter tief.
Am Westufer des Sees befinden sich 5,5 Hektar Liegewiesen sowie eine Gaststätte.
Im See liegt eine kleine Vogelschutzinsel mit einer Fläche von weniger als 0,1 Hektar.
Der Poschinger Weiher entstand als Baggersee nach dem Ersten Weltkrieg durch Kiesabbau für den Bau des Mittlere-Isar-Kanals. Der Weiher ist benannt nach Johann Michael III. Ritter und Edler von Poschinger, Erbauer der Ismaninger Torfbahn, welcher das Schloss Ismaning sowie die Güter Zengermoos und Karlshof 1899 der Stadt München als Wohlfahrtsstiftung schenkte. Eine Umbenennung in Unterföhringer See hat sich unter den Einheimischen nie durchgesetzt. Aufgrund von Namensverwechslungen mit dem Feringasee hat die Gemeinde Unterföhring den See Anfang 2006 wieder offiziell in Poschinger Weiher umbenannt.
Nahe am See liegen die zwei Unterföhringer Schuttberge aus dem Zweiten Weltkrieg. Der niedrigere erhebt sich zwischen dem See und der Isar und ist ein beliebtes Ziel von Mountainbikern. Der höhere Hügel (auch Hypoberg genannt)  liegt nördlich des Sees, ist von zwei Teichen umgeben und bietet eine Aussicht auf München.